# Fritz Gysling
Fritz Gysling (* 28. Juli 1895 in Zürich; † 20. Juli 1984 ebenda) war ein Schweizer Sprachwissenschafter.

## Leben
Gysling wuchs in Zürich auf und besuchte ebenda die Volksschule. Anschliessend liess er sich im Lehrerseminar in Küsnacht zum Primarlehrer ausbilden. Während des Ersten Weltkriegs zunächst eingezogen, wurde er von seiner Einheit wegberufen und wirkte in St. Moritz als Erzieher im Fürstenhaus von Liechtenstein und danach als Volksschulleiter in Uster.
1918 wurde er an der Universität Zürich immatrikuliert, studierte Romanistik und erwarb das Sekundarlehrerdiplom. Nach einem Studienaufenthalt in Paris promovierte er in Zürich bei Jakob Jud mit einer Arbeit über den westlombardischen Dialekt im Valle Anzasca im Piemont.
Gysling arbeitete vierzig Jahre lang in Zürich als Sekundarlehrer. Fasziniert von den südwalserischen Dialekten, die im romanischsprachigen Umfeld ein ganz eigenwilliges Sprachinseldasein führen, wandte er sich in seinen Ferien deren Erforschung zu.

## Forschung
Gysling hatte anlässlich seiner Dissertation den Walserdialekt von Macugnaga kennengelernt. Den Romanisten zogen diese altertümlichen deutschen, zugleich aber mannigfachen romanischen Einflüssen unterworfenen Mundarten sogleich an. 1929 reiste er mit Rudolf Hotzenköcherle nach Oberitalien und machte für das Phonogrammarchiv der Universität Zürich eine Aufnahme der höchstalemannischen Mundart des (heute in einem Stausee untergangenen) Dörfleins Agaro (heute Gemeinde Premia). Eine weitere, ebenfalls gemeinsam mit Hotzenköcherle unternommene Reise zu fast allen Südwalser Orten fand 1931 statt; deren Ergebnisse wurden 1934 in das Material des Schweizerischen Idiotikons integriert. Schon 1921 hatte er als Student auf der Grundlage des Questionnaires von Jakob Jud private Erhebungen im Walliser Lötschental gemacht, die er der Redaktion des Idiotikons übersandte.
Von 1950 bis 1955 wirkte Gysling als Explorator für den 1935 begründeten Sprachatlas der deutschen Schweiz und führte für diesen, zusammen mit Hotzenköcherle, die Dialektaufnahmen in den norditalienischen Walserorten Gressoney, Issime, Alagna, Macugnaga, Rima, Rimella und Saley durch.

## Publikationen (Auswahl)
- Contributo alla conoscenza del dialetto della Valle Anzasca, Novara. In: Archivum Romanicum 13, 1929, S. 87–190, zugleich Dissertation Universität Zürich.
- Welsch und Deutsch in Gressoney. In: Vox Romanica 6, 1941/1942, S. 111–140.
- Hochzeitsbräuche aus Rima (Piemont). In: Schweizerisches Archiv für Volkskunde 49, 1953, S. 16–33. doi:10.5169/seals-114801
- Gressoney et les rapports linguistiques franco-provençaux-grisons. In: La Valle d’Aosta. Relazioni e comunicazioni presentate al 31. Congresso Storico Subalpino di Aosta, 9-10-11 Settembre 1956. Band 1. [Cuneo 1958], 103–112.
- Fossilien der Walsermundart von Ornavasso. In: Studia Neophilologica 40, 1968, S. 386–413.
- Zu einigen Fremdwörtern in der Mundart von Alagna. In: Wir Walser 7, 1969, 1, S. 16–24.
- Zu einigen Orts- und Flurnamen in Gressoney (Paul Zinsli zum 65. Geburtstag in Dankbarkeit gewidmet). In: Wir Walser 10, 1, 1972, 42–49.
- «Ds huedreifji» – ein Schulbeispiel eines walserischen Leitworts. In: Wir Walser 11, 1973, 1, S. 12–18.
- Pflanzen- und Tiernamen aus den südlichen Monte-Rosa-Tälern. In: Die Alpen 49, 1973, S. 73–82.
- [zusammen mit Rudolf Hotzenköcherle:] Walser Dialekte in Oberitalien in Text und Ton. Begleittexte zu den Sprachplatten des Phonogramm-Archivs der Universität Zürich. Frauenfeld 1952.